# کارلوس شایل
کارلوس شایل (انگلیسی: Carlos Chaile؛ زادهٔ ۱۴ ژانویهٔ ۱۹۷۵) بازیکن فوتبال اهل آرژانتین است.
از باشگاه‌هایی که در آن بازی کرده‌است می‌توان به باشگاه فوتبال پاشینگ و باشگاه فوتبال سنت گالن اشاره کرد.